# Janusz Kochanowski
Janusz Bogumił Kochanowski (ur. 18 kwietnia 1940 w Częstochowie, zm. 10 kwietnia 2010 w Smoleńsku) – polski prawnik, dyplomata, były prezes zarządu fundacji „Ius et Lex”, w latach 2006–2010 rzecznik praw obywatelskich.

## Życiorys

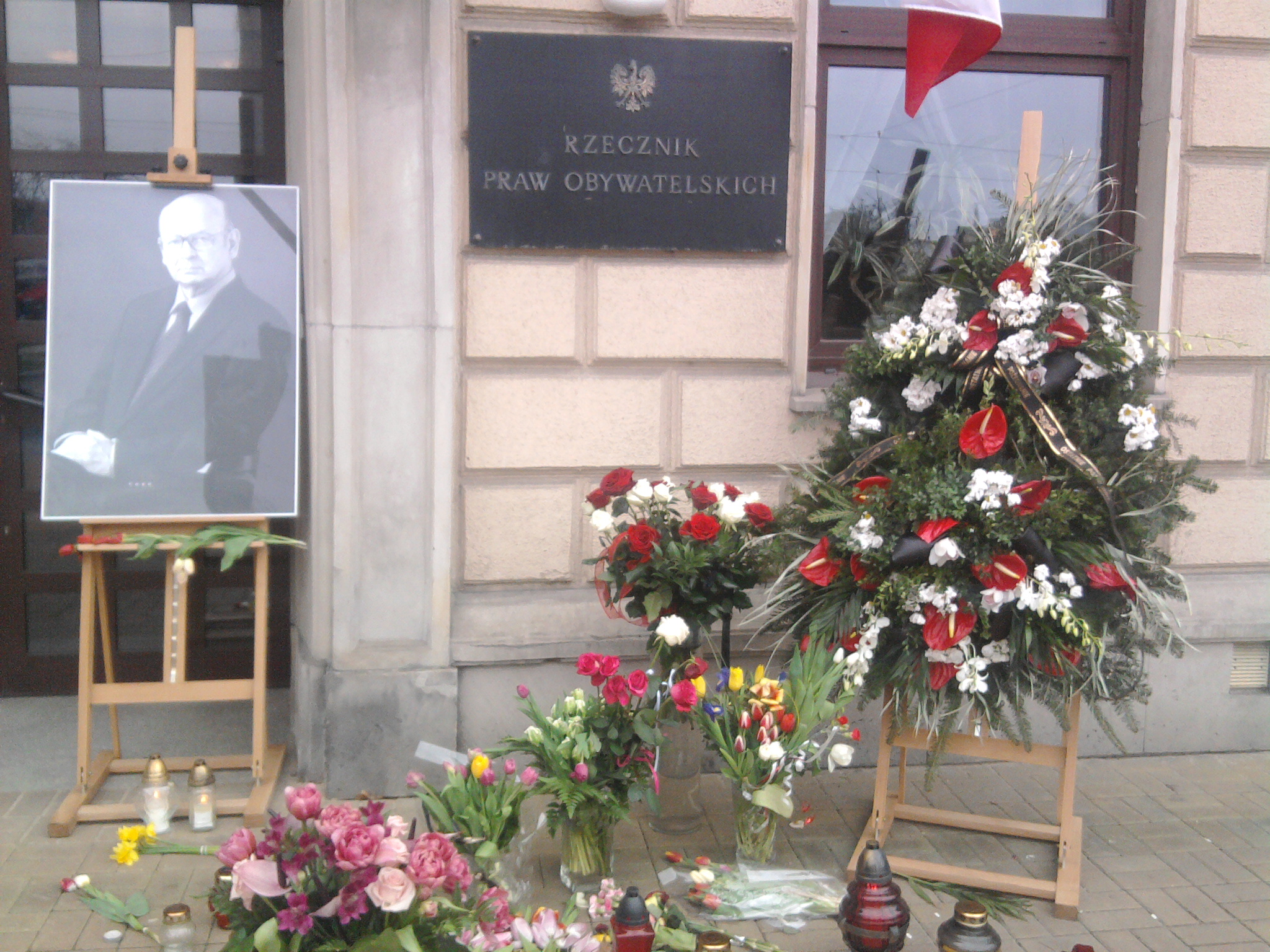
Upamiętnienie Janusza Kochanowskiego przed siedzibą RPO (kwiecień 2010)

Uczęszczał do II Liceum Ogólnokształcącego im. Romualda Traugutta w Częstochowie. Ukończył studia na Wydziale Prawa i Administracji Uniwersytetu Warszawskiego. W 1980 uzyskał stopień doktora nauk prawnych. W 1966 ukończył aplikację sądową. W latach 1966–1990 pracował na Wydziale Prawa Uniwersytetu Warszawskiego, ponownie został jego wykładowcą w 1997. W latach 1996–1997 wykładał jako visiting fellow na University of Cambridge. W 1995 jako radca prawny został członkiem Okręgowej Rady Radców Prawnych w Warszawie.
W latach 1980–1991 należał do „Solidarności”. Od 1989 do 1991 pełnił funkcję eksperta senackiej Komisji Praw Człowieka i Praworządności. Sprawował urząd konsula generalnego Polski w Londynie w Wielkiej Brytanii (1991–1995). W 2000 został prezesem zarządu fundacji oraz redaktorem naczelnym magazynu „Ius et Lex”. W 2004 bez powodzenia kandydował jako bezpartyjny z ramienia Prawa i Sprawiedliwości do Parlamentu Europejskiego w okręgu warszawskim.
Należał m.in. do Stowarzyszenia Autorów ZAiKS, a także Klubu Rotary International w Warszawie, którego w latach 1989–2003 był honorowym członkiem. Był również członkiem Polskiej Rady Ruchu Europejskiego, członkiem Brytyjsko-Polskiego Towarzystwa Prawnego i członkiem zarządu Polskiej Rady Ruchu Europejskiego.
26 stycznia 2006 Sejm przegłosował jego wybór na stanowisko rzecznika praw obywatelskich. 30 stycznia tego samego roku jego kandydaturę zaakceptował Senat. Urząd objął 15 lutego 2006 po złożonym ślubowaniu.
Wyróżniony m.in. „Złotym Paragrafem” przyznanym przez „Gazetę Prawną”, tytułem „Rzecznika Ochrony Zdrowia 2007” nadanym przez „Puls Medycyny” oraz Medalem Świętego Brata Alberta.
Zginął w katastrofie polskiego samolotu Tu-154M w Smoleńsku 10 kwietnia 2010 w drodze na obchody 70. rocznicy zbrodni katyńskiej. 16 kwietnia 2010 został pośmiertnie odznaczony Krzyżem Komandorskim z Gwiazdą Orderu Odrodzenia Polski. 20 kwietnia 2010 został pochowany z honorami wojskowymi w grobie rodzinnym na cmentarzu Kule w Częstochowie. Jego ciało zostało ekshumowane w nocy z z 20 na 21 września 2017 w związku z prowadzonym w Prokuraturze Krajowej śledztwem w sprawie katastrofy smoleńskiej.
30 października 2010 odsłonięto tablicę pamiątkową poświęconą Januszowi Kochanowskiemu, umieszczoną na budynku przy ul. Polskiej Organizacji Wojskowej 3 w Częstochowie, gdzie mieszkał on w latach 1955–1976.

## Życie prywatne
Janusz Kochanowski był żonaty z Ewą; miał dwoje dzieci (Martę i Mateusza).

## Wybrane publikacje
- Leksykon obywatela (sł. wstępne), C.H. Beck, Warszawa 2008.
- Redukcja odpowiedzialności karnej. Analiza i ocena założeń Kodeksu karnego z 1997 r. na tle innych polskich kodyfikacji karnych, C.H. Beck, Warszawa 2000.
- Rzeczpospolita praworządna, Wydawnictwo Prawnicze LexisNexis, Warszawa 2008.
- Quo vadis Polonia? W drodze do demokratycznego państwa prawa. Polska 1989–2009, Biuro RPO, Warszawa 2010.